# Radiolarite
 (janvier 2017).
Si vous disposez d'ouvrages ou d'articles de référence ou si vous connaissez des sites web de qualité traitant du thème abordé ici, merci de compléter l'article en donnant les références utiles à sa vérifiabilité et en les liant à la section « Notes et références ».

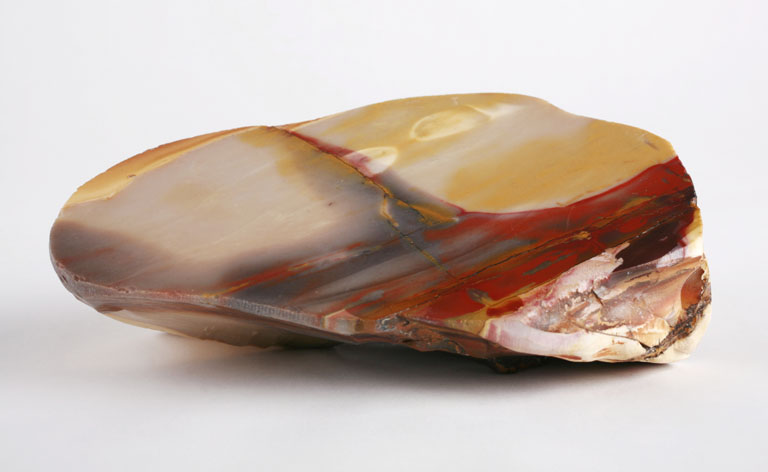
Mookaite des Plages Kennedy, près Gascoyne Junction, Australie occidentale dans la collection permanente du Musée des enfants d'Indianapolis.

Une radiolarite est une roche sédimentaire à grains fins peu visibles à l'œil nu, présentant une alternance de bancs foncés/ bancs clairs. C'est la source d'une partie des jaspes.
Elle est composée essentiellement de coques siliceuses de radiolaire, un protozoaire planctonique actinopode vivant dans les mers chaudes.
La couleur rouge est due à la présence de fer ferrique Fe3+. Parfois le fer est sous forme ferreuse Fe2+, ce qui donne à la roche une couleur verte.

## Formation
Pour former de la radiolarite, les coques de radiolaire doivent être préservées. Le taux de sédimentation dépend du rapport {\displaystyle {\frac {Production~primaire}{Dissolution}}}. Une bonne productivité primaire est nécessaire pour avoir de la sédimentation.
De plus, si l'on observe une courbe représentant la dissolution de la silice en fonction de la profondeur, on s'aperçoit que le taux de dissolution est très élevé à la surface alors qu'il est quasi nul en profondeur. Or les radiolaires vivent dans la couche d'eau superficielle des océans et leurs coques devraient être dissoutes à leur mort. Les coques retrouvées dans la radiolarite ont donc échappé à la dissolution de surface. Puisque certaines coques ne sont pas dissoutes, il existe au moins un mécanisme les protégeant de la dissolution lors de leur passage dans la couche superficielle.
Le mécanisme suivant est avancé : les radiolaires font partie des réseaux trophiques. Lorsqu'un prédateur mange un radiolaire, il rejette la coque dans ses pelotes fécales. La coque emprisonnée dans la matière organique des pelotes n'est plus en contact avec l'eau de mer et ne peut être dissoute. Ensuite, la coque rejoint les couches d'eau plus profondes où il n'y a plus de dissolution, les traverse et tombe sur le fond de l'océan où elle va sédimenter.
L'alternance de bancs foncés / bancs clairs serait liée aux variations des paramètres orbitaux de la Terre (théorie de Milankovitch).

## Signification géologique
La radiolarite est un assemblage de grains fins, ce qui entraîne un hydrodynamisme faible donc un milieu de dépôt calme.
On a vu précédemment que le taux de dissolution de la silice était très important à la surface, c'est-à-dire au même endroit où il y a la productivité primaire. Cela signifie que peu de radiolaires (par rapport à ceux présents dans le milieu à ce moment-là) contribuent à la formation de radiolarite.
Il existe d'autres formes planctoniques (foraminifères, coccolithophoridés, etc.) qui sécrètent un test (coquille) en carbonate de calcium CaCO3.
Or la courbe de dissolution des carbonates en fonction de la profondeur est inverse à celle de la silice.
Jusqu'à une certaine profondeur, appelée lysocline, il n'y a pas ou peu de dissolution. Ensuite, de la lysocline à une profondeur appelée C.C.D. (carbonate compensation depth), le taux de dissolution augmente en même temps que la profondeur. Enfin, après la C.C.D., il n'y a plus de CaCO3 : tout a été dissous.
La C.C.D. actuelle est à environ -5000 m pour l'océan Atlantique et -4000 m pour l'océan Pacifique.
Pour sédimenter de la radiolarite, il faut être en dessous de la C.C.D., sinon la grande quantité de tests carbonatés masque la présence des coques siliceuses.
En résumé, la radiolarite caractérise les milieux de dépôts calmes et profonds qui peuvent être associés aux grands fonds marins des océans chauds.

## Gisements

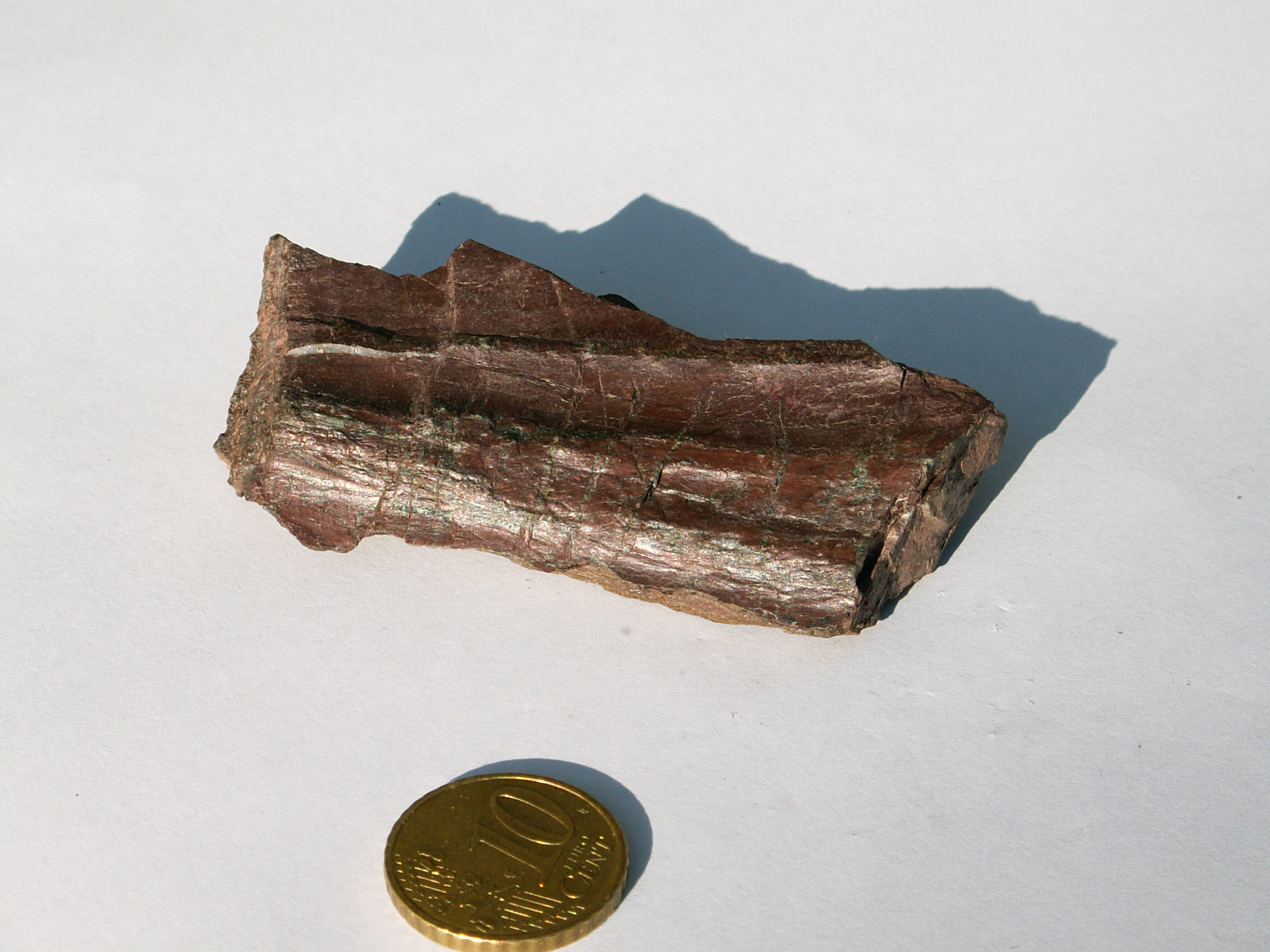
Radiolarite prélevée sur le Rocher de la Perdrix unité du Lago Nero, Alpes.

L'échantillon photographié ici provient de l'unité du Lago Nero (unité inférieure du Chenaillet qui a subi un fort métamorphisme) dans les Alpes.
Actuellement, il y a formation de radiolarite dans le Pacifique au niveau de la zone équatoriale (l'eau est plutôt chaude à cette latitude, ce qui convient aux radiolaires).

## Autres roches siliceuses
Dans le Pacifique, il existe deux autres ceintures (zone de formation de roches) siliceuses qui sont situées à des latitudes plus élevées, près des pôles. Ces ceintures existent grâce à la présence de diatomée (groupe Centrale) qui est une algue unicellulaire non-flagellée protégée par une enveloppe siliceuse : le frustule. Elle vit dans les eaux de surface des régions froides. Elle participe à la genèse des diatomites. Les diatomites et les radiolarites sont des roches biogéniques.
Il existe d'autres roches sédimentaires d'origine non-biogénique. Parmi elles, on peut citer les grès, les silex, etc.